# Jacques Thollot
Jacques Thollot, né le 9 octobre 1946 à Vaucresson en Seine-et-Oise et mort le 1er octobre 2014 à Mainneville dans l'Eure est un batteur et compositeur français de jazz et de free jazz.

## Biographie
Jacques Thollot entre au conservatoire à 11 ans et fréquente la cave du Club Saint-Germain avec son père saxophoniste.
En 1959, dans une émission télévisée Jazz Memories et l'épisode En direct du Club Saint-Germain présentée par Sim Copans, on peut voir Jacques Thollot à la batterie âgé de 13 ans et jouant le standard de jazz A Night in Tunisia de Dizzy Gillespie. Il est accompagné par Georges Arvanitas au piano, Robert (Bob) Garcia au sax ténor, Bernard Vitet à la trompette, et Luigi Trussardi à la contrebasse. Il cite Art Blakey et Max Roach comme ses références.
C'est dans ce club qu'il rencontre le batteur Kenny Clarke qui devient son professeur : à 13 ans, il est son « remplaçant attitré » au Blue Note. Il a ainsi l'occasion de jouer avec de grands noms du jazz de passage à Paris, comme Bud Powell ou Chet Baker.
Au début des années 1960, il joue dans le groupe du pianiste Jef Gilson avec lequel il expérimente le free jazz et enregistre plusieurs albums.
Après un voyage en Afrique, il revient à Paris où il devient le batteur d'Eric Dolphy au Chat qui pêche. Il est engagé dans le groupe New York Total Music Company de Don Cherry, avec lequel il part en tournée dans toute l'Europe. 
Il participe à l'enregistrement de diverses musiques de films, se produit et enregistre avec le batteur Eddy Gaumont, son ami d'enfance. Il enregistre en 1971 son premier album solo, Quand le son devient aigu, jeter la girafe à la mer, en utilisant la méthode du re-recording.
En 1979, au festival de Nîmes, il doit jouer en première partie de Weather Report, mais le leader du groupe, Joe Zawinul, s'y oppose. Il est reprogrammé en première partie de Stan Getz, qui ne vient pas, et Jacques Thollot fait de ce concert un succès.
Il apparaît peu dans les années 1980, puis forme en 1993 un trio avec Jean-François Jenny-Clark et Tony Hymas qui donnera lieu à l’album A Winter’s Tale. Il travaille à partir de 1996 avec le guitariste Noël Akchoté.
Après plusieurs années d'absence, Jacques Thollot forme un nouveau quartet avec Nathan Hanson (saxophone), Tony Hymas (piano) et Claude Tchamitchian (contrebasse) au début des années 2010.
Jacques Thollot est marié à l'actrice et réalisatrice Caroline de Bendern (en), La Marianne de Mai 68. Il meurt d'une crise cardiaque le 1er octobre 2014 à l'âge de 67 ans.

## Discographie
- 1977 : Résurgence, Musica Records
- 1978 : Cinq Hops, Free Bird
- 1993 : A Winter's Tale (trio avec Tony Hymas et Jean-François Jenny-Clark), nato
- 1995 : Les films de ma ville (une plage, L'atalante, en trio avec Tony Hymas et Claude Tchamitchian), nato
- 1996 : Tenga Niña, nato
- 1996 : Configuration (Sam Rivers), nato

Album posthume :
- 2017 : Thollot in Extenso, nato
- 2017 : Intramusique, Alga Marghen
- 2018 : More Intra Musique, Alga Marghen

Participations :
- 1965 : Jef Gilson à Gaveau, Jef Gilson Big Band, SFP
- 1966 : Zodiac, Barney Wilen, Vogue
- 1968 : Eternal Rhythm, Don Cherry, MPS
- 1969 : Bold Music avec Joachim Kühn et J.F. Jenny-Clark, MPS Records
- 1969 : Our Meanings and Our Feelings, Michel Portal (Pathé-EMI)
- 1970 : Monkey Pockie-Boo, Sonny Sharrock, Actuel
- 1991 : La nuit est au courant, Jac Berrocal, In Situ

Musiques de films :
- 1966 : Si j’avais quatre dromadaires de Chris Marker
- 1967 : Le Départ de Jerzy Skolimowski, musique de Krzysztof Komeda avec Don Cherry, J.F. Jenny-Clark, Eddy Louiss, René Urtreger, Philip Catherine